# Roger Dadoun
Roger Dadoun, né le 1er janvier 1928 à Oran et mort le 12 juin 2022 dans le 14e arrondissement de Paris, est un philosophe, psychanalyste, traducteur et critique d'art français. Il était professeur émérite de littérature comparée à l'université Paris-Diderot,.

## Biographie
Né à Oran, Roger Dadoun a été élève de l'école Saint-André puis du lycée Lamoricière. Il a ensuite été étudiant de l'université d'Alger en 1946, où il a étudié la philosophie, la littérature et la psychotechnique. 
Il a été journaliste à Alger Soir et à Fraternité. À Paris, à la Sorbonne, à partir de 1948, il étudie la philosophie, la psychologie, l'esthétique et l'ethnologie. Il suit les cours de Pierre Francastel, Roland Barthes, Gaston Bachelard, Georges Devereux et Jacques Lacan. 
Il collabore à France Culture et aux revues Les Lettres nouvelles, Preuves, L'Infini, Nouvelle Revue de psychanalyse, Les Temps modernes. 
Il enseigne l'analyse filmique à l'université de Vincennes, puis la littérature comparée à l'université Paris-Diderot.
Il a été visiting professor à l'université de Minneapolis aux États-Unis et à l'université de Lecce en Italie.

### Anarchisme
Ses sympathies vont vers l’anarchisme. Entre 1985 et 2013, il écrit régulièrement dans Le Monde libertaire. Certaines de ses interventions lors de rencontres anarchistes ont été publiées dans plusieurs livres collectifs parus à l’Atelier de création libertaire notamment Psychanalyse et
anarchie et La culture libertaire.

## Publications
- Géza Róheim et l'essor de l'anthropologie psychanalytique, Payot, 1972
- Cent fleurs pour Wilhelm Reich, Payot, 1975
- Au-delà des « Portes du rêve » : entretiens sur l'anthropologie onirique de Géza Róheim, avec Claude Mettra, Payot, 1977
- Freud, Belfond, 1982
- Psychanalysis entre chien et loup, éd. Imago, 1984
- De la raison ironique, Éditions des femmes, 1988
- Éros de Péguy : la guerre, l'écriture, la durée, PUF, 1988
- Freud, nouvelle édition revue et augmentée, Belfond, 1992[10].
- La violence : essai sur l'homo violens, Hatier, 1993
- Les Dits d'Eros, éd. Via Valeriano, 1994
- La psychanalyse politique, PUF, 1995
- Allah recherche l'autan perdu, Éditions Baleine, 1996
- Duchamp : ce mécano qui met à nu, Hachette, 1996
- Poèmes en forme de nœuds, suivis de dix haïkus un peu dénoués, ill. Atelier C. Schuck, 1998
- King Kong : du monstre comme démonstration, Séguier, 1999
- Vieillir et jouir : feux sous la cendre, éd. Phébus, 1999
- L'Utopie, haut lieu d'inconscient : Zamiatine, Duchamp, Péguy, éd. Sens & Tonka, 2000
- Cinéma, psychanalyse et politique, Séguier, 2000
- Marcel Duchamp/Enzo Nasso, éd. Spirali/Vel, 2000
- « L'Île des morts », de Böcklin : psychanalyse, Séguier, 2001
- Contre la haine : l'amitié Hermann Hesse[11]-Romain Rolland, Léo Scheer, 2002
- L'érotisme, PUF, 2003
- Manifeste pour une vieillesse ardente : grand âge, âge d'avenir, Zulma, 2005
- Éloge de l'intolérance : la révolte et le siècle, 1905-2005, éd. Punctum, 2006
- Singulières psychanalyses de Romain Rolland : l'océanique, l'abyssal, le matriciel, éd. Brèves, 2006
- Utopies sodomitiques : diagonales de l'anal, éd. Manucius, 2007
- Sexyvilisation : figures sexuelles du temps présent, éd. Punctum, 2007
- Paolo Uccello/Valentin Tereshenko, éd. Spirali/Vel, 2007
- L'Homme aux limites : essais de psychologie quotidienne, éd. Homnisphères, 2008
- La Télé enchaînée : pour une psychanalyse politique de l'image, éd. Homnisphères, 2008
- L'érotisme : de l'obscène au sublime, PUF, 2010
- Renaissante enfance : enfance écrite en lettres d'or, éd. Les Amis du Père Castor, 2011

### Articles
Liste non exhaustive d'articles consultables en ligne, :
- « Le nom d'Héliogabale dans le texte d'Artaud », Littérature, no 3, octobre 1971, p. 64-78[14]
- « King Kong : du monstre comme démonstration », Littérature, no 8, 1972, p. 107-118[15]
- « Un "sublime amour" de Sherlock Holmes et de Sigmund Freud », Littérature, n° 49, 1983, p. 69-76[16]
- « Quand les médias, c'est pipeau(l) », Médiamorphose, n° 8, 2003.
- « Pour une télévision biodégradable », Agrobiosciences, 2003. [lire en ligne]
- « Grand âge : le temps de la re-création », Gérontologie et société, n° 137, février 2011, p. 13-22[17]
- « Manifeste pour une vieillesse libertaire : hymne aux Libres Centenaires », Le Monde libertaire, septembre 2009 et autres articles.
- « Les amants passionnés de la culture de soi-même », in La Culture libertaire : actes du colloque de Grenoble, éditions Atelier de création libertaire, 1997[18]
- « Psychanalyse, anarchie, ordre moral, De Freud à Reich », in Psychanalyse et anarchie, éditions Atelier de création libertaire, 1995 (5e éd. mars 2002)[19]

### Préfaces
- Teodosio Vertone, L'Œuvre et l'action d'Albert Camus dans la mouvance de la tradition libertaire, éditions Atelier de création libertaire[20], 1995.
- Puissance du masochisme suivie de La Tsarine noire et autres contes de Leopold von Sacher-Masoch, Éditions Manucius.  (ISBN 978-2-84578-125-2)

### Ouvrages collectifs
- Collectif, Rêves et passions d’un chercheur militant : Mélanges offerts à Ronald Creagh, Lyon, Atelier de création libertaire, 2017, 288 p. (ISBN 978-2-35104-096-6, lire en ligne).